# Fotonovel·la

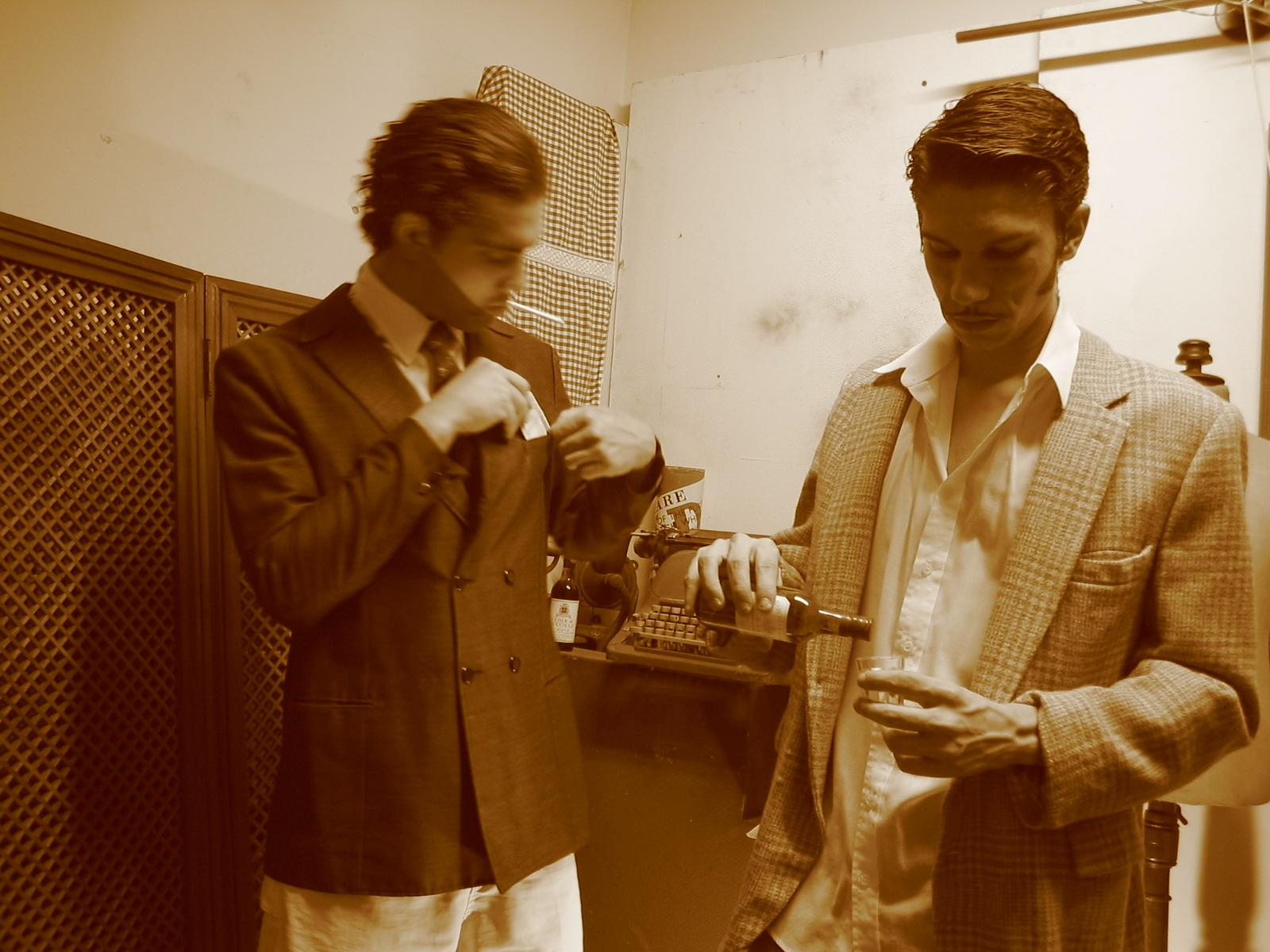
Escena de la foto-novel·la "O Limite da Amizade"

Una fotonovel·la és una narració en fotografies. És un format de còmic conegut com a fumetti, nascut a Itàlia el 1947. Constitueix un gènere editorial bastant conegut a Europa i l'Amèrica Llatina, llocs on va tenir un públic principalment femení i popular, sobretot perquè tracta gairebé sempre arguments sentimentals. La fotonovel·la està relacionada amb el còmic i el cinema. Amb el primer comparteix moltes similituds gràfiques i estructurals: la pàgina està dividida en vinyetes, els diàlegs apareixen en globus de diàleg, etc.
També és molt important el seu parentiu amb el cinema, especialment en les publicacions que reivindiquen una certa qualitat editorial i recorren a procediments pensats perquè la història sigui més dinàmica i moderna: joc amb diferents plans, camp/contracamp, nit americana, etc.
Igual que el cinema i el còmic, la fotonovel·la parteix d'un guió que en constitueix la trama narrativa, i utilitza simultàniament imatges, diàlegs i comentaris d'una veu en off. Crear una fotonovel·la requereix, doncs, coneixements tant d'escriptura de guions i diàlegs com de fotografia, a més de les competències pròpies del món editorial: organització d'un projecte, col·laboració amb tots els professionals que hi intervenen, composició i tractament digital de les imatges, impremta, etc. Com que s'utilitzen fotos en comptes de dibuixos, el procés exigeix també la intervenció d'actors.
Es considera que la fotonovel·la dona a conèixer la novel·la d'una manera més divertida i fàcil d'interpretar per la seva semblança amb els còmics.
Una de les poques fotonovel·les que es poden trobar en català i possiblement la primera, va ser una versió paròdica que es va publicar a la revista Oriflama l'any 1969. El guionista en va ser Emili Teixidor, i com a actors hi van figurar Núria Espert i Enric Sió.